# Stenocereus chacalapensis
Stenocereus chacalapensis là một loài thực vật có hoa trong họ Cactaceae. Loài này được (Bravo & T. MacDoug.) Buxb. miêu tả khoa học đầu tiên.